# Catarina
Catarina este un oraș în statul Ceará (CE) din Brazilia.